# تاشا اینونگ
تاشا اینونگ (انگلیسی: Tasha Inong؛ زادهٔ ۱۹ دسامبر ۱۹۹۶) بازیکن فوتبال اهل ساموآی آمریکا است.
وی همچنین در تیم ملی فوتبال American Samoa بازی کرده‌است.